# 雲照院
雲照院（うんしょういん、? - 寛永5年8月18日〈1628年9月5日〉）は、戦国時代から江戸時代初期の女性。杉原家次の娘で木下家定の正室。名はあこ、もしくは、おあこ。小早川秀秋らの母。法名は雲照院殿齢岳永壽大禅定尼。

## 経歴
丹波国福知山城主および近江国坂本城主の杉原家次の娘として産まれる。伯母には夫・家定の母である朝日殿がいる。なお、年齢の離れた弟に但馬国豊岡藩主・杉原長房がいる。
杉原定利の子で、後に足守藩初代藩主となる、いとこの木下家定に嫁いだ。その足守藩で江戸時代にまとめられた『木下家譜』ではおあこ（雲照院）は次男の利房、延俊、俊定、秀俊（秀秋）、出雲守、僧の6人の子の生母と書かれているが、『寛政重修諸家譜』や諸系図では、利房、延俊、秀俊の3人だけの生母と書かれている。
また、木下勝俊（長嘯子）の生母は『木下家譜』では「家女」と『寛政重修諸家譜』等では「某氏」と書かれている。長嘯子の歌集『挙白集』に記されている追悼の和歌など複数作に勝俊が彼女を母として慕っている内容があるが、生みの親であるとする史料はない。
京都府・高台寺の開山堂には彼女の木像が夫の木像などとともに、また、大分県・松屋寺には彼女の肖像画が夫と伯母らの肖像画とともに納められている。

## 関連書籍
- 二木謙一『慶長大名物語―日出藩主木下延俊の一年』（角川書店、1990年）